# Hasarius inhonestus
Hasarius inhonestus là một loài nhện trong họ Salticidae.
Loài này thuộc chi Hasarius. Hasarius inhonestus được Eugen von Keyserling miêu tả năm 1881.